# Abel Valdez
Abel Valdez (n. 28 aprilie 1988) este un jucător de fotbal argentinian care este în prezent liber de contract. Ultimul club la care a evoluat a fost FC Astra Ploiești.